# Jack Lawson (auteur de jeux de société)
Pour les articles homonymes, voir Jack Lawson et Lawson.
Jack Lawson est un auteur de jeux de société.

## Ludographie

### AvecAndrew Lawson
- Briques à bloc ou Make'n'Break, 2004, Ravensburger, Sceau d'excellence Option consommateurs  2005

### Avec Andrew Lawson, B. Lawson et S. Lawson
- Imagine, 2001, Tactic